# 64년

## 연호
- 후한(後漢) 영평(永平) 7년

## 기년
- 후한(後漢) 명제(明帝) 7년
- 신라(新羅) 탈해 이사금(脫解泥師今) 8년
- 고구려(高句麗) 태조대왕(太祖大王) 12년
- 백제(百濟) 다루왕(多婁王) 37년

## 사건
- 7월 18일 - 로마 대화재 발생. 네로, 기독교 박해 시작.
- 8월과 10월, 백제가 두 차례에 걸쳐 신라를 침공했으나 격퇴되다.